# Séquence pédagogique
La séquence pédagogique (appelée aussi séquence d'apprentissage, ou encore séquence didactique) est un ensemble de connaissances ou de savoir-faire structuré par l'enseignant, en vue de contribuer à l'atteinte d'un objectif pédagogique. La séquence est constituée de séances, au nombre variable, réparties dans le temps.

## Le principe de la séquence de Clausse
En 1972, le Belge Arnould Clausse (1905-1992) fixe le principe de la séquence, qui consiste selon lui en un ordonnancement d'unités d'apprentissage. Ce sont pour lui comme « des épisodes d'un feuilleton » dont la complexité va croissante et dont le sens est significatif pour l'élève.

## Structure de la séquence

### Ordre hiérarchique
Selon Gagné, la séquence tend à développer chez l'élève des compétences - ou skills - et qui s'observent au moyen d'un comportement. L'élève en situation d'apprentissage fonde ses compétences sur des prérequis, délivrés par la progression pédagogique. Ce prérequis est en somme le « cadre assimilateur » des nouvelles compétences.

### Ordre algorithmique
Lorsque la compétence principale recherchée en fin de séquence dépend de sous-compétences préalablement intégrées, dans un certain ordre, on parle d'ordre algorithmique. C'est un « ensemble d'instructions concernant l'exécution d'un certain système d'opérations qui rend possible la résolution d'une certaine classe de problème » selon Leclercq (1973).

#### Ouvrages
- W. James Popham et Eva L. Baker, Comment organiser une séquence pédagogique, Bordas, 1990, 124 p. (ISBN 978-2-04-019617-2)
- Michel Minder, Didactique fonctionnelle : Objectifs, stratégies, évaluation. Le cognitivisme opérant, De Boeck Supérieur, 2001
- Arnould Clausse, Philosophie et méthodologie d'un enseignement rénové, Colin-Bourrelier, 1972

#### Articles
- P. Dessus, « La planification des séquences d'enseignement, objet de description ou de prescription ? », Revue Française de Pédagogie, no 133,‎ 2000, p. 101-116
- Emmanuèle Auriac-Slusarczyk, « Étude psychosociale d’une séquence d’enseignement de la lecture au cours préparatoire », Travail et formation en éducation, no 5,‎ 2010 (lire en ligne)
- (en) R. M. Gagné, « Learning hierarchies », Educational Psychologist, no 6,‎ 1968, p. 1-9